# Shannon (Illinois)
Pour les articles homonymes, voir Shannon.
Shannon est un village du comté de Carroll dans l'Illinois, aux États-Unis,. Il est incorporé le 11 juillet 1876.

## Démographie
Lors du recensement de 2010, le village comptait une population de 551 habitants. Elle est estimée, en 2016, à 523 habitants.

## Source de la traduction
- (en) Cet article est partiellement ou en totalité issu de l’article de Wikipédia en anglais intitulé « Shannon, Illinois » (voir la liste des auteurs).